# 우신잉
우신잉(중국어 정체자: 吳欣盈, 병음: Wú Xīnyíng, 영어: Cynthia Wu 신시아 우[*], 1978년 5월 18일 ~ )은 타이완의 정치인이지 기업 고위 임원, 제11대 입법위원이다.